# Ufficio per la Cooperazione del Popolo con il Presidente
L’Ufficio per la Cooperazione del Popolo con il Presidente in (persiano: دفتر هماهنگی همکاری‌های مردم با رییس جمهور) è stato un Partito politico iraniano vicino alle posizioni del presidente Abolhassan Banisadr. Il partito è stato creato per "sostenere un individuo, ma non necessariamente con funzioni vicine ad un partito".
il partito aveva sedi in tutto il paese e mise in campo anche delle liste per le Elezioni parlamentari in Iran del 1980, collaborando con il Movimento di Liberazione Iraniano, il Fronte Nazionale dell'Iran e i Mojahedin del Popolo Iraniano. Il partito formò anche una minoranza nel parlamento iraniano. Ahmad Salamatian e Ahmad Ghazanfarpour erano membri illustri del partito.